# Katona Imre (rendező)
Katona Imre (Berettyóújfalu, 1943. november 12. –) magyar rendező, dramaturg.

## Életrajz

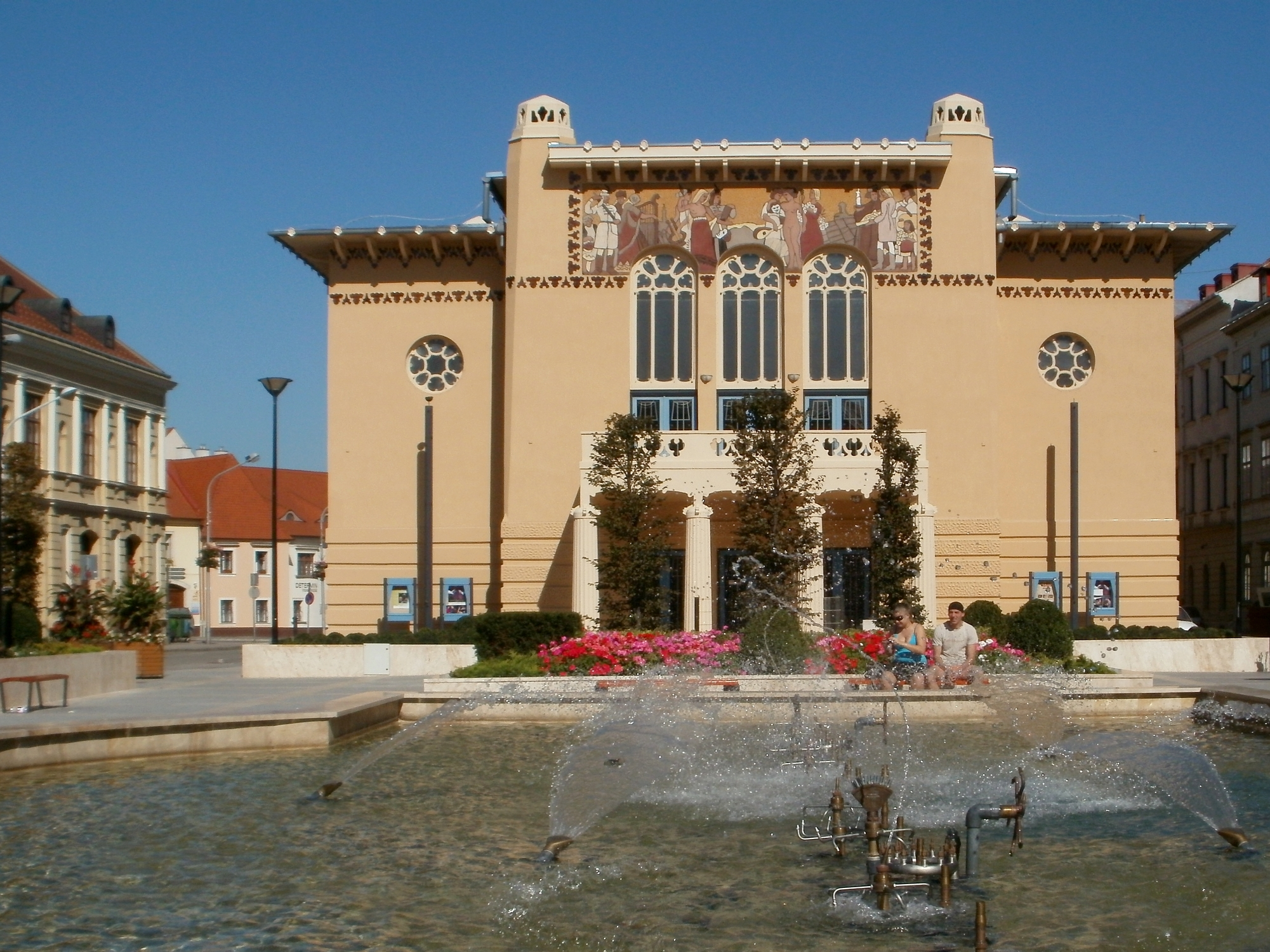
Soproni Petőfi Színház

1962-ben nyert felvételt a Színház- és Filmművészeti Főiskola színész főtanszakára Várkonyi Zoltán növendékeként. Két év után az ELTE Bölcsészettudományi Karán folytatta tanulmányait, ahol 1970-ben szerzett diplomát. 1967 és 1974 között az Universitas Együttes színésze és dramaturgja, és a Ruszt József által rendezett darabok (A befalazott asszony, Passió magyar versekben, Arisztophanész madarai) szerzője. 1976-tól tíz éven át volt az együttes művészeti vezetője. Katona Imre foglalkozása színházi rendező, dramaturg. Szülei Katona András és Mile Piroska, felesége dr. Gyöngyi Erzsébet ügyész. Három gyermekük és négy unokájuk van.
Hivatásos pályáját 1975-ben kezdte a Pécsi Nemzeti Színházban mint dramaturg, és itt kapott rendezői szerződést 1979-ben. A rendezőként eltöltött pécsi, győri és veszprémi esztendők után 1983-tól a Rock Színház főrendezője lett. Szabályos színházi tevékenységénél mindvégig fontosabbnak tartotta az Egyetemi Színpadon végzett útkereső, laboratóriumi munkát, s az Universitas Együttessel készült előadásai bejárták Európa kísérleti színházi fesztiváljait. (Palermo, Parma, Bern, Lyon, Nantes, Belgrád, Helsinki voltak a legfontosabb állomások, majd a spanyolországi Sitges, ahol 1981-ben a fesztivál nagydíját nyerte el a Zadig avagy a végzet című előadással.) Ebben az időben nagy hatással volt rá a dániai Odin Teatret és Eugenio Barba.
1985-ben hozta létre az első hazai professzionális alternatív színházi műhelyt, a Gropius Stúdiót, melyet másfél évvel később adminisztratív intézkedés szüntetett meg. Együttese felszámolása után külföldre távozott. Olaszországi tartózkodása során színészmódszertannal és színészpedagógiával foglalkozott a ferrarai Teatro Nucleo munkatársaként.
A rendszerváltozást követő évtized derekán tért haza, majd rendezőként és dramaturgként az Egyetemi Színpad, a Forrás Színház, a gyergyószentmiklósi Figura Stúdió Színház és a Nemzeti Színház előadásaiban vállalt feladatokat. 2012-2023 között a Soproni Petőfi Színház fődramaturgja volt.
Előadásainak díszleteit és jelmezeit a legtöbb esetben maga tervezi. Olasz nyelvből műfordításokat végez, és ír színházi szakcikkeket is.

## Iskolák
- 1962‒1964 – Színház- és Filmművészeti Főiskola, színész főtanszak
- 1964‒1970 – ELTE Bölcsészettudományi Kar

## Pályafutás
- 1967‒1974 – Az Egyetemi Színpad színésze, dramaturgja (A befalazott asszony, a Passió, az Arisztophanész madarai szerzője)
- 1976‒1986 – Az Universitas Együttes rendezője, művészeti vezetője. Az együttes ez idő alatt bejárta Európa kísérleti színházi fesztiváljait (Palermo, Parma, Bern, Lyon, Nantes, Belgrád, Helsinki) Sitgesben a fesztivál nagydíját nyerte el a Zadig, avagy a végzet című előadással.
- 1975‒1977 – Pécsi Nemzeti Színház, dramaturg
- 1977‒1979 – Népszínház, Budapest – fődramaturg
- 1980 – Pécsi Nemzeti Színház, rendező
- 1981‒1983 – Győri Kisfaludy Színház és Veszprémi Petőfi Színház, rendező
- 1983‒1988 – Rock Színház, Budapest – főrendező. | Turnék Nyugat-Európában az Evita előadásával.
- 1985‒1987 – Gropius Stúdió, Budapest – igazgató-rendező
- 1989‒1991 – Színház-alapítási próbálkozások Rómában
- 1991‒1994 – Ferrarában a Teatro Nucleo munkatársaként színészmódszertani kutatásokkal és színészpedagógiával foglalkozik.
- 1995‒2011 – Hazatérése után az Egyetemi Színpad, a Szkéné, a Theoréma Színház, az Arvisura, a Nemzeti Színház, a Janus Egyetemi Színház, a Forrás Színház és a gyergyószentmiklósi Figura Stúdió Színház meghívására végez független művészként rendezői, dramaturgiai, díszlettervezői feladatokat.
- 2011‒2012 – Gropius Színházi Műhely, Budapest – rendező, művészeti vezető
- 2012‒ Soproni Petőfi Színház, fődramaturg, rendező

## Díjai
- A Sitges Nemzetközi Színházi Fesztivál nagydíja (1981)
- Magyar Arany Érdemkereszt (2015)

## Fontosabb munkái

### Színpadi rendezések
- García Lorca: Don Perlimplin és Belisa szerelme a kertben, Egyetemi Színpad (1976)
- Triana: Gyilkosok éjszakája, Egyetemi Színpad (1977)
- Kosztolányi: A szörny, Universitas ‒ Gyulai Várszínház (1977)
- Ghelderode: Escorial, Egyetemi Színpad (1978)
- Madách: A civilizátor, Universitas ‒ Gyulai Várszínház (1978)
- Camus: Az igazak, Pécsi Nemzeti Színház (1979)
- Teleki László: Kegyenc, Universitas ‒ Gyulai Várszínház (1980)
- Webber ‒ Rice: Evita, Rock Színház (magyarországi ősbemutató, 1980)
- Voltaire: Zadig, avagy a végzet, Universitas ‒ Gyulai Várszínház (1981)
- Picasso: A telibe viszonzott vágyakozás, Universitas ‒ Gropius Stúdió (1984)
- Várkonyi ‒ Béres: A bábjátékos, Rock Színház (ősbemutató ‒ 1985)
- Shakespeare ‒ Nagy Feró: Hamlet, Gropius Stúdió (1987)
- Kondor Béla: Angyal, ördög, költő, Egyetemi Színpad (1995)
- Antonin Artaud: A vérzuhatag, Theoréma Színház (1996)
- Balassi: Szép magyar komédia (díszletterv, dramaturg), Nemzeti Színház (1998)
- Katona Imre: Misztérium a Szent Születésről, Soltis Lajos Színház (2000)
- Katona Imre: Arisztophanész madarai, Janus Egyetemi Színház (2006)
- Jarry: Übütragédia, Janus Egyetemi Színház (2007)
- Molière: Képzelt beteg, Forrás Színház (2009)
- Čapek: A végzetes szerelem játéka, Soltis Lajos Színház (2009)
- Prima materia – előadás-tanulmány; Gropius Színházi Műhely (2010)
- Solutio – előadás, tanulmány; Gropius Színházi Műhely (2011)
- Katona Imre: A téboly hétköznapjai, Figura Stúdió Színház (2011)
- Petőfi Sándor: Tigris és hiéna, Soproni Petőfi Színház (2012)
- Bornemisza Péter: Magyar Elektra, Evangélium Színház (2012)
- Csíksomlyói magyar passió (író, dramaturg), Soproni Petőfi Színház (2013)
- Katona Imre: A zuhanás második pillanata, Soproni Petőfi Színház (2013)
- Goldoni: Két úr szolgája, Soproni Petőfi Színház (2013)
- Pilinszky: KZ-oratórium, Nemzeti Színház (2014)

### Színpadi művek
- Passió magyar versekben
- A befalazott asszony
- Arisztophanész madarai
- A debreceni disputa
- Misztérium a Szent Születésről
- A téboly hétköznapjai
- A zuhanás második pillanata

### Műfordítások
- Albert Camus: Ostromállapot
- Tor Åge Bringsvaerd: A Hatalmas Színrabló
- Tadeusz Kantor: A színház elemi iskolája
- Antonin Artaud: A vérzuhatag
- Carlo Goldoni: Arlecchino, aki két gazdát szolgál